# Hvalba
Hvalba is een dorp dat behoort tot de gemeente Hvalbiar kommuna in het noorden van het eiland Suðuroy op de Faeröer. Hvalba heeft 654 inwoners. De postcode is FO 850. Er is ook een voetbalclub actief in Hvalba die speelt onder de naam BR (Bóltfelagið Royn). Er zijn twee tunnels die Hvalba verbinden met de andere plaatsen op het eiland.

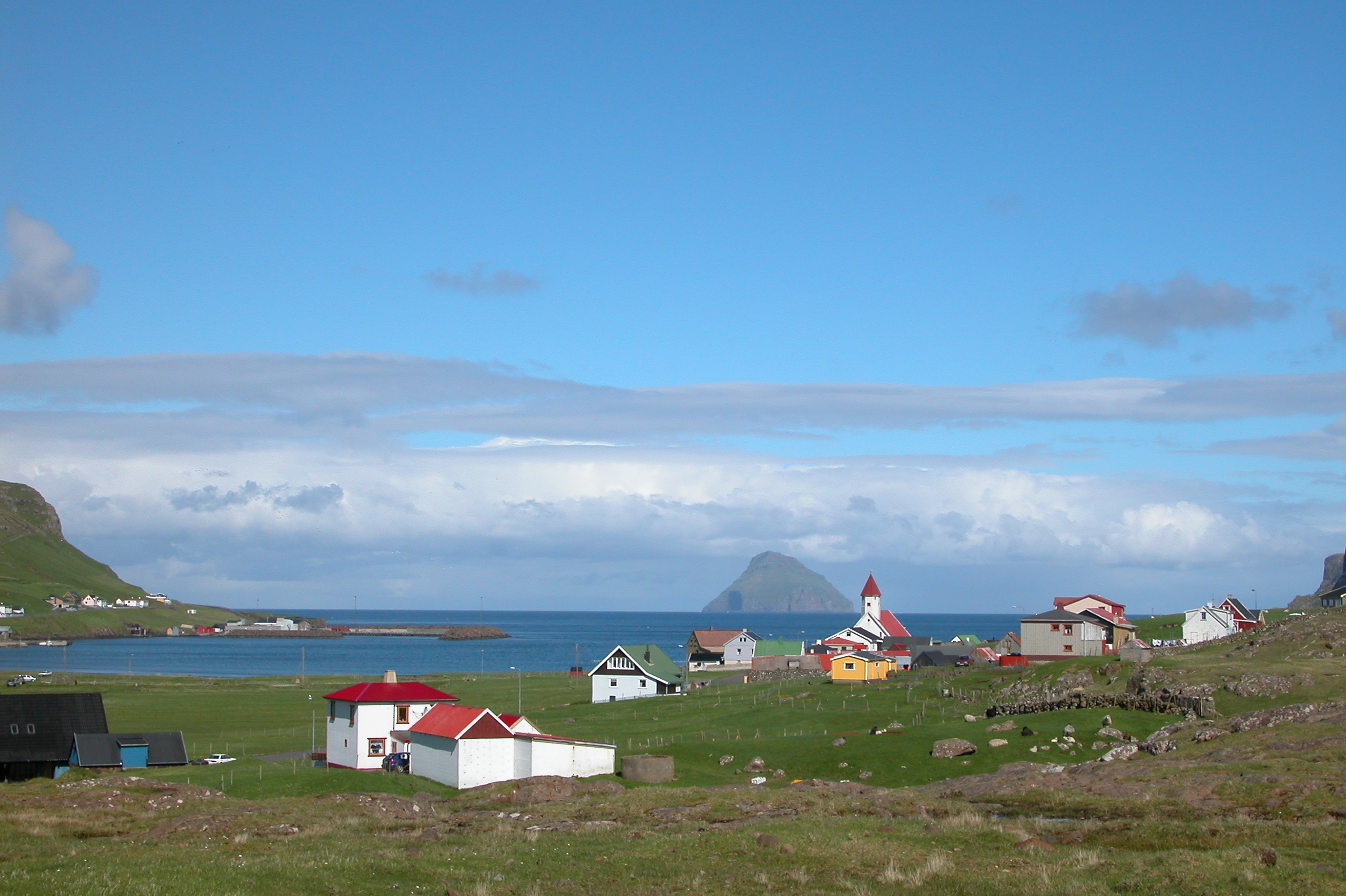
Zicht op Hvalba